# AC62
La clase AC62 (Americas Cup 62 pies) fue una nueva clase preliminar de catamarán hidroala, definida el 5 de junio de 2014 por el ACEA para la construcción de embarcaciones destinadas inicialmente a competir en la regata de la Copa América 2017 y la Copa Louis Vuitton 2017. La clase ha sido remplazada en el 2015 por el AC50 de menor tamaño. 